# Phillip Noyce
Phillip Noyce (Griffith, 29 aprile 1950) è un regista australiano.

## Biografia
Nato nel Nuovo Galles del Sud, ha frequentato le superiori al Barker College di Sydney. A soli 17 anni ha iniziato a realizzare alcuni cortometraggi, usando i suoi amici come membri del cast. Laureatosi all'Università di Sydney, nel 1977 realizza il suo primo film, Backroads, seguito da Newsfront, del 1978, aggiudicandosi un Australian Film Institute per il miglior film, miglior regia e miglior sceneggiatura.
In seguito lavora per alcune miniserie tv, tra cui I viaggiatori delle tenebre (The Hitchhicker), per la quale si trasferisce negli Stati Uniti. Ritorna in Australia dove dirige Le ombre del pavone e Ore 10: calma piatta, film che lancia come protagonista l'allora sconosciuta Nicole Kidman e che lo impone all'attenzione internazionale. L'anno successivo dirige Furia cieca, produzione americana che gli spiana la strada verso Hollywood, dopo di che decide di trasferirsi negli Stati Uniti con la famiglia. Di qui, in nove anni realizza cinque film di grande successo commerciale come Giochi di potere, Sliver, Sotto il segno del pericolo, Il Santo e Il collezionista di ossa.
Nel 2002 torna in Australia per dirigere La generazione rubata, ma nello stesso anno dirige The Quiet American tratto dal romanzo Un americano tranquillo, di Graham Greene. In seguito dirige l'episodio pilota della serie tv Tru Calling. Nel 2010 dirige nuovamente Angelina Jolie in Salt, il suo film di maggior successo.
Dopo aver nuovamente lavorato per la televisione, ritorna al grande schermo nel 2014 con The Giver - Il mondo di Jonas, al quale fanno seguito Above Suspicion del 2019 e Corsa contro il tempo - The Desperate Hour del 2021. Nel 2022 gira con Pierce Brosnan e James Caan il film Fast Charlie, che sarà l'ultimo lavoro per Caan, morto nel 2022. Il film è uscito nel 2023 nelle sale e su alcune piattaforme on demand.

## Filmografia

### Regista

#### Cinema
- Castor and Pollux – cortometraggio (1973)
- That's Showbiz – cortometraggio (1973)
- Backroads – cortometraggio (1977)
- Newsfront (1978)
- Heatwave - Ondata calda (Heatwave) (1982)
- Le ombre del pavone (Echoes of Paradise) (1987)
- Ore 10: calma piatta (Dead Calm) (1988)
- Furia cieca (Blind Fury) (1989)
- Giochi di potere (Patriot Games) (1992)
- Sliver (1993)
- Sotto il segno del pericolo (Clear and Present Danger) (1994)
- Il Santo (The Saint) (1997)
- Il collezionista di ossa (The Bone Collector) (1999)
- La generazione rubata (Rabbit-Proof Fence) (2002)
- The Quiet American (2002)
- Bem-Vindo a São Paulo (2004), segmento Marca Zero
- Catch a Fire (2006)
- Salt (2010)
- The Giver - Il mondo di Jonas (The Giver) (2014)
- Above Suspicion (2019)
- Corsa contro il tempo - The Desperate Hour (2021)
- Fast Charlie (2023)

#### Televisione
- The Dismissal – miniserie TV (1983)
- The Cowra Breakout – miniserie TV (1984)
- Mary and Martha – film TV (2013)